# تلوار، یاردیملی
تلوار (به لاتین: Telavar) یک منطقهٔ مسکونی در جمهوری آذربایجان است که در شهرستان یاردیملی واقع شده‌است. تلوار ۱٬۲۲۱ نفر جمعیت دارد.